# فرانتيسيك سوكول
فرانتيسيك سوكول (5 فبراير 1939 في التشيك - 11 أكتوبر 2011 في التشيك) (بالتشيكية: František Sokol)‏ هو لاعب كرة طائرة التشيك وتشيكوسلوفاكيا (وحمل سابقاً جنسية تشيكوسلوفاكيا). شارك في الألعاب الأولمبية الصيفية 1968.

## وصلات خارجية
- فرانتيسيك سوكول على موقع أوليمبيديا (الإنجليزية)
- فرانتيسيك سوكول على موقع اللجنة الأولمبية التشيكية (التشيكية)